# Ain't no pleasing you
Ain’t no pleasing you is een single van Chas & Dave. Het is afkomstig van hun album Mustn't grumble. Het was de grootste hit van het duo, dat in het Verenigd Koninkrijk negen plaatjes de top 50 in zong. Het was toch vooral een Britse aangelegenheid, want in Nederland hadden ze maar twee bescheiden hitjes.

## Hitnotering
Ain't no pleasing you stond elf weken in de Britse lijst, met als hoogste notering de tweede plaats. Ze werden van de eerste plaats afgehouden door Bucks Fizz’s My camera never lies. In Nederland en België liep het zo’n vaart niet voor Chas and Dave.

### Nederlandse Top 40
| Positie: | 38 | 23 | 20 | 22 | 26 | 40 | uit |

### NederlandseDaverende 30
| Positie: | 21 | 22 | 15 | 22 | 25 | 35 | uit |

### BelgischeBRT Top 30
| Positie: | 12 | 9 | - | - | - | - | 25 | uit |

### VlaamseUltratop 30
| Positie: | 35 | 14 | 9 | 19 | 30 | uit |

### NPO Radio 2 Top 2000
Ain't no pleasing you stond alleen in 1999 in de NPO Radio 2 Top 2000, op plek 1935.